# Fukomys zechi
Fukomys zechi és una espècie de mamífer rosegador de la família de les rates talp. És endèmica de Ghana. Es tracta d'un animal social de vida subterrània que viu en colònies de fins a set exemplars. El seu hàbitat natural són els boscos de sabana, tot i que també se la troba en zones agrícoles. És una espècie en risc mínim, és a dir, no sembla que hi hagi cap amenaça significativa per a la seva supervivència. Originalment fou descrita com a espècie del gènere Cryptomys.
Aquest tàxon fou anomenat en honor de Johann Nepomuk von Zech auf Neuhofen, governador alemany de la colònia de Togolàndia entre el 1904 i el 1910.